# Zelfana
Zelfana (em árabe: زلفانة) é uma cidade e comuna localizada na província de Ghardaïa, Argélia. Segundo o censo de 2008, a população total da cidade era de 10 161 habitantes.